# Eklektyka
Eklektyka – pierwszy mixtape polskiego rapera Quebonafide. Ukazał się on 31 lipca 2013 roku.
Początkowo na kanale YouTube SB Maffji pojawiały się kolejne utwory autorstwa Quebonafide, gdy jeszcze nie planowano wydania płyty. Po pewnym czasie postanowiono zebrać je w całość, dograć kolejne i wydać w formie fizycznej jako mixtape. Na płycie gościnnie udzielili się Eripe, Neile, TomB, Danny, Trzy-Sześć, DJ Długi, Hary, Białas, Diset, Troom i Muflon.

## Lista utworów
| Nr | Tytuł utworu                          | Tekst                                            | Długość |
| -- | ------------------------------------- | ------------------------------------------------ | ------- |
| 1  | "Rock’n’Roller 2"                     | Kuba Grabowski                                   | 2:36    |
| 2  | "Avengers (gościnnie Eripe)"          | Kuba Grabowski, Sebastian Głowacz                | 3:25    |
| 3  | "Kostka Rubika (gościnnie Neile)"     | Kuba Grabowski                                   | 4:00    |
| 4  | "Miszmasz freestyle"                  | Kuba Grabowski                                   | 1:43    |
| 5  | "Blockbuster (gościnnie TomB)"        | Kuba Grabowski, Łukasz Imiełowski                | 3:11    |
| 6  | "Codzienność (gościnnie Danny)"       | Kuba Grabowski                                   | 4:27    |
| 7  | "Hossa (gościnnie Trzy-Sześć)"        | Kuba Grabowski                                   | 3:01    |
| 8  | "Polis (gościnnie DJ Długi)"          | Kuba Grabowski                                   | 2:48    |
| 9  | "Lara Croft"                          | Kuba Grabowski                                   | 3:31    |
| 10 | "Manekin (gościnnie Hary)"            | Kuba Grabowski                                   | 2:45    |
| 11 | "Open Bar (gościnnie Białas, TomB)"   | Kuba Grabowski, Mateusz Karaś, Łukasz Imiełowski | 4:33    |
| 12 | "25 godzina (gościnnie Diset, Troom)" | Kuba Grabowski                                   | 3:19    |
| 13 | "Eden Hazard (gościnnie Muflon)"      | Kuba Grabowski                                   | 4:24    |